# Elaphoglossum chartaceum
Elaphoglossum chartaceum là một loài thực vật có mạch trong họ Lomariopsidaceae. Loài này được (Baker ex Jenman) C. Chr. mô tả khoa học đầu tiên năm 1905.